# City of Moonee Valley
City of Moonee Valley – obszar samorządu lokalnego (ang. local government area), zlokalizowany w aglomeracji Melbourne. Powstała w 1994 roku z połączenia Essendon oraz części Keilor. Obszar ten zamieszkuje 107 090 osób (dane z 2006).

## Dzielnice
- Aberfeldie
- Airport West
- Ascot Vale
- Avondale Heights
- Essendon
- Essendon North
- Essendon West
- Flemington
- Keilor East
- Moonee Ponds
- Niddrie
- North Melbourne
- Strathmore
- Strathmore Heights
- Travancore